# Gisulf Ier du Frioul
Pour les articles homonymes, voir Gisulf.
Le duc Gisulf Ier du Frioul (ou Gisolf, en italien : Gisulfo) est un noble lombard de sang royal de la seconde moitié du VIe siècle.

## Biographie

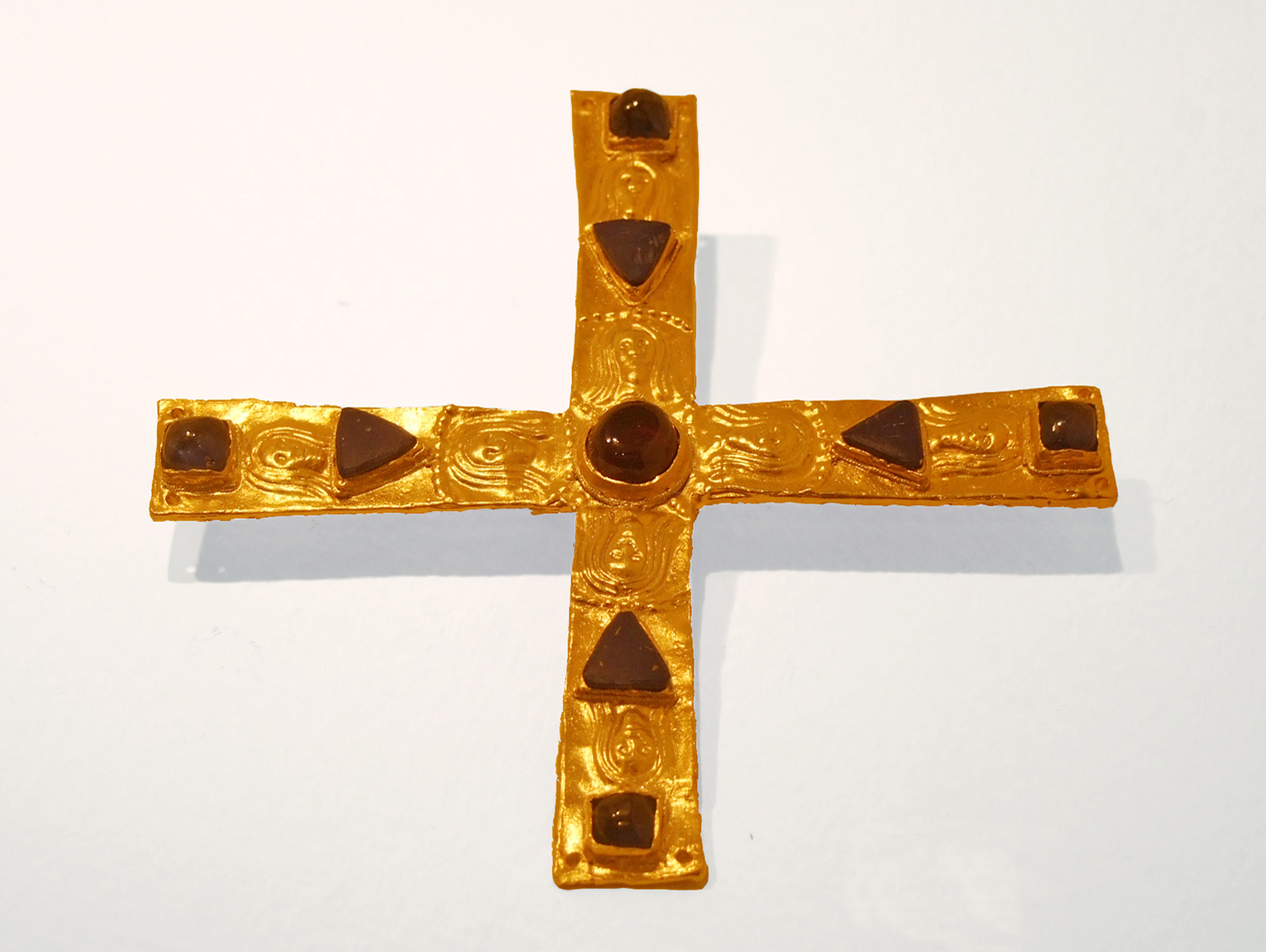
Croix trouvée dans une tombe du cimetière de San Giovanni de Cella, traditionnellement attribuée à Gisulf.

Neveu du roi des Lombards Alboïn, Gisulf, bon chef de guerre et « ...homme de toutes les situations... » selon Paul Diacre, est également un maréchal du roi. Peu après l'invasion lombarde de l'Italie (printemps 568), il reçoit de son oncle la direction du duché du Frioul, le premier érigé par les Lombards, avec la cité de Cividale pour chef-lieu (569). Cet important duché, par sa situation stratégique, permet de contrôler la frontière du royaume face aux éventuelles incursions des Avars de Pannonie, des Slaves d'Istrie et d'Illyrie, et celles des Byzantins.
Gisulf du Frioul meurt vers 580, probablement âgé d'une quarantaine d'années tout au plus, et laissant au moins un jeune fils nommé Gisulf, qui est évincé par Grasulf, oncle (?) de ce dernier.

## Sources primaires
- Paul Diacre, Histoire des Lombards.

## Sources secondaires
- Gianluigi Barni, La conquête de l'Italie par les Lombards, Le Mémorial des Siècles, Albin Michel, Paris, 1975  (ISBN 2226000712).